# 突顎

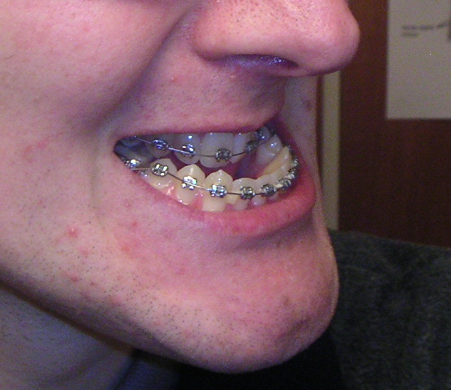
歯科医療における突顎の例（下顎前突症）。

突顎（とつがく、prognathism）とは、顎骨もしくは顔面頭骨全体の骨が顔面から突出した状態。歯科医学と人類学・解剖学では定義が異なるので注意が必要である。

## 歯科医療
頭蓋骨の矢状面で通常の想像線を越えて下顎又は上顎のいずれか又はその双方の顎が前面に突き出していることを言う。一般に、歯科、口腔外科、顎顔面の外科手術、歯科矯正において、臨床的にあるいはレントゲン写真での頭蓋計測法により突顎であるかが判定される。

## 形質人類学・解剖学
形質人類学あるいは解剖学においては、顎骨又は歯槽部が前突している状態を突顎と呼ぶ。歯科医療における場合と違い、形質であって異常や病的なものではない。

### 顎性突顎（真性突顎）
霊長目では、現生人類を除くすべてに見られる。顔面性突顎とも言い、眼窩より下方の上顎骨体部及び下顎骨体部全体が突出した状態である。脳頭骨に比して顔面頭骨が大きいために起こるが、それは咀嚼器官すなわち歯とそれを支える顎骨が発達している一方、大脳が未発達で脳頭骨が小さい事に他ならない。人類においても、アウストラロピテクス類から、ホモ属の諸人類にまで普通に存在する形質である。現生人類（ホモ・サピエンス）では大脳が発達して大きくなり、逆に咀嚼器官は著しく縮小したため、相対的に顔面部は後退して顎性突顎は消失した。

### 歯槽性突顎
現生人類になって顎性突顎は消失したが、歯槽部が前突する例はしばしば見られる。これを歯槽性突顎と言い、古人類や類人猿と違って、顔面あるいは顎骨自体の突出はなく、歯槽部だけが前突する。
但し、人種による差異が非常に大きく、黒色人種ではほぼすべての個体に見られ、人種形質の一つとされる。黄色人種では一部に弱い歯槽性突顎が有り、特に「南蒙古人種」と呼ばれる、東南アジアに分布する一群 ではその傾向が強い。日本人の民族形成には南蒙古人種が大きく関与したと考えられ、日本人も歴史上では突顎の傾向が強く、出っ歯が多くみられたが、20世紀以降急速に消失の方向に向かっている事が明らかにされている。白色人種では歯槽性突顎は皆無に近い。
|  |  |  |

## 参考
1. ↑  星隆夫「矯正臨床における新しい咬合分類」（PDF）『新潟歯学会誌』第33巻第1号、2003年、p.p.61-62、2010年8月15日閲覧。
2. ↑  en:Prognathism
3. ↑  埴原和郎　『骨を読む』　中公新書　1965年）
4. ↑  東南アジアから中国南部などの住民の大部分を占める。（寺田和夫　『人種とは何か』　岩波新書　1967年）
5. ↑  鈴木尚　『日本人の骨』　岩波新書　1963年、他多数。